# 阿拉克湖
阿拉克湖是一个位于中国青海省海西蒙古族藏族自治州都兰县的湖泊，面积约为47平方千米。